# Szántó Rudolf
Szántó Rudolf, névváltozata: Szántó Rezső (Budapest, 1899. január 12. – Szovjetunió, 1943) magyar író, újságíró, műfordító. Bródy Lili írónő első férje.

## Élete
Szántó (Spitz) Adolf (1862–1936) ügynök és Pewny Netti (1865–1931) zsidó családban született fia. A Tanácsköztársaság ifjúmunkás-mozgalmában való részvétele miatt 1919 végén a zalaegerszegi internálótáborba került. Szabadulása után néhány félévet a Budapesti Tudományegyetem Orvostudományi Karán tanult, majd Berlinbe emigrált. Alkalmi munkákból élt, kávéházakban lakótársa, Bernáth Aurél rajzait árusította. 1923-tól Prágában külpolitikai újságíróként dolgozott, Beneš elnök bizalmasa volt. Hazatérése után 1926-tól 1939 őszéig a Pesti Napló külpolitikai rovatvezetője, majd publicistája, egyúttal helyettes szerkesztője volt. Mint a jugoszláv közeledés aktív előmozdítóját, 1941-ben, a Jugoszlávia elleni támadás után elhurcolták, a szentendrei, miskolci, majd – barátjával, Bálint Györggyel – a tokaji büntetőtáborba került. 1942-ben büntetőszázaddal a keleti hadszíntérre vitték, ahol megölték. A két háború közötti haladó magyar újságírás egyik legjelesebb képviselője volt. Esszéit, előadásait folyóiratokban is közölte; Franz Werfel és André Maurois műveit magyarra fordította.

## Magánélete
Első felesége Simon Stefánia volt, akivel 1923. szeptember 30-án Budapesten, az Erzsébetvárosban kötött házasságot. 1933-ban elváltak. Másodszor Bródy Lili írónőt vette feleségül, akivel 1933 és 1937 között élt együtt.